# ダウトフル・サウンド

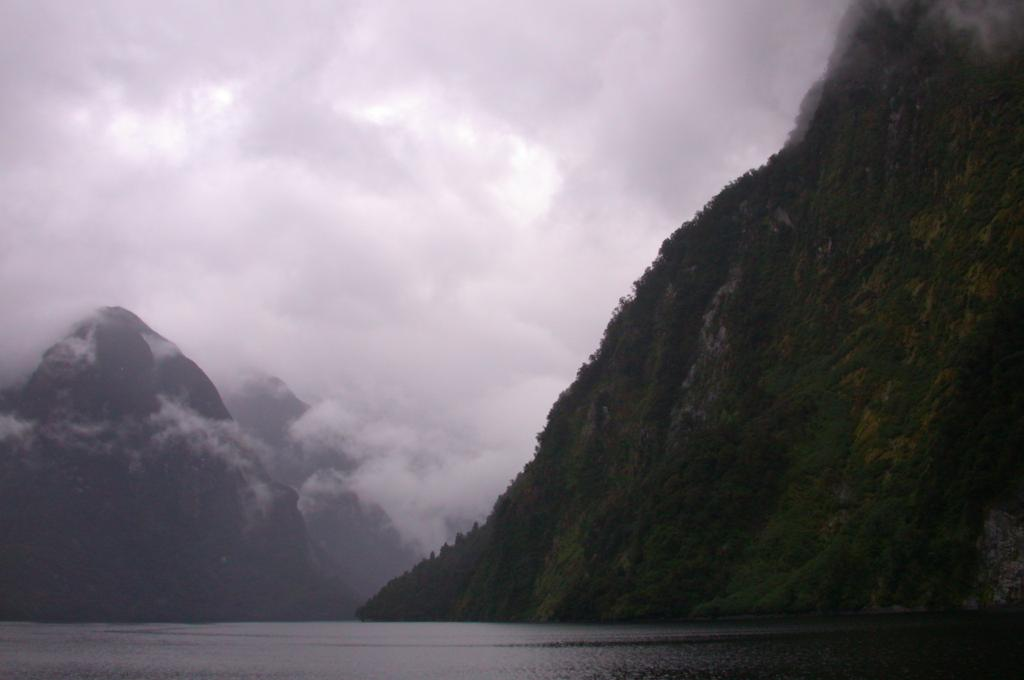
ダウトフル・サウンドの典型的な眺め

ダウトフル・サウンド（英語: Doubtful Sound）またはパテア（マオリ語: Patea）は、ニュージーランドの南島の南西端にあるとても大きくて人目をひくフィヨルドであり、より小さいが、より到達が容易なミルフォード・サウンドの近くにある。ダウトフル・サウンドは、ニュージーランドの観光地としてミルフォード・サウンドに次いで有名なフィヨルドである。

## 歴史
ダウトフル・サウンドは、ジェームズ・クックによって「ダウトフル・ハーバー」と名付けられた。彼は、帆によって航海できるか否か不明確だったので、この入江には入らなかった。その後、捕鯨人やアザラシ猟師によってダウトフル・サウンドと改名された。
アレッサンドロ･マラスピーナによって指揮されたスペインの科学的な調査隊が、新しいメートル法を確立するための努力の一環として、振り子を使った重力の測定実験を実施するために、1793年2月にダウトフル・サウンドを訪れた。調査隊の士官たちは、特徴のある場所に名前を付けながら、この入江の入り口と前半部分の初めての海図も作成した。フェブレロ・ポイント、バウザ島とニー小島、ペンドゥロ・リーチとマラスピーナ・リーチといったこれらの名前は、今日、ニュージーランドの地図上でスペイン語の名前だけが集まった特異な地域を作り出している。

## 地形

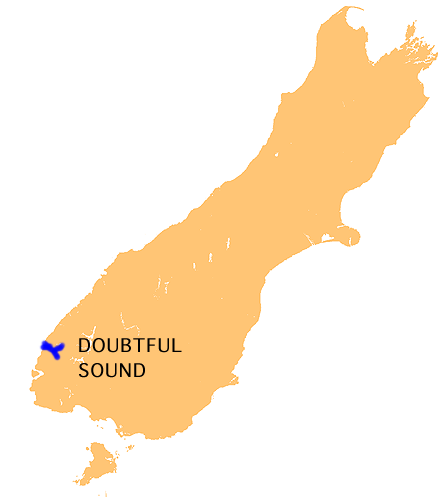
ダウトフル・サウンドの位置

ダウトフル・サウンドには、3つの独立した入江があり、そこにはいくつかの大きな滝がある。有名なものとしては、ディープ・コーブのヘレナ滝、そして600メートル以上の落差のあるブラウン滝がある。入江の険しい崖は、雨季に現れる多数の滝で名高い。
この入江へ行く方法は、海か、またはマナポウリ発電所からのウィルモット峠の道かのいずれかである。しかしながら、ニュージーランドのこの地域は、人口と同様に道路網がまばらか、あるいはまったく存在しないので、入江そのものの大部分の地域は、海からしか近づけない。
元ニュージーランドの総督 (1957-1962)、第10代コブハム子爵チャールズ・ジョン・リトルトンがフィヨルドランドのこの部分について次のとおり記している。
"世界で人類が足を踏み入れたことがない地域は、ほんのわずかでしかない。そのうちの一つがニュージーランドのように文明化された先進的な国家に存在することは、南島の南西端を訪れなければ信じられないかも知れない。ぎざぎざのかみそりを背負った山々が、空に頭をそびやかしている。1年に200日以上の雨が降り、苔や地衣類が隅々までおおって、木の枝がむき出しのまま茶色でいられなくしている。森は、極度の緑色をしている。ここは、並外れた大地であり…ある日には、穏やかで、緑色と青色の見本であり、次の日には、陰鬱に霧が立ちこめ、低い雲が頂を隠す…花崗岩の断崖、急斜面の谷、地震断層そして雷のように轟く滝をもって、畏敬の念を抱かせる土地である。"

## 動物相
ダウトフル・サウンドは、混ざり合わない2つの別個の水の層を含んでいることが普通とは異なっている。上層の数メートルは、周囲の山々から多量に流入する淡水である。この下には、冷たくて、重い、海からの塩水がある。これら2つの層の屈折率の違いが、光の透過を困難にしている。この結果、この入江の比較的浅い水深に、多くの深海生物が生息している。
このフィヨルドは、ハンドウイルカの最も南に棲む個体群のうちの一つの生息地である。この個体群は、約50匹と小さく、過去数年間で激減している。観光船が、これらのイルカと交歓できることもしばしばである。またこのサウンドはかつて、捕鯨とオットセイ猟の拠点であった。その結果、クジラもオットセイも数が激減したが、オットセイの数は順調に回復しており、クジラの目撃記録も若干ながら増えている。
ダウトフル・サウンドで見られる他の野生生物としては、ニュージーランドオットセイやコガタペンギン、キマユペンギンが挙げられる。ダウトフル・サウンドの水域は、魚類、ヒトデ、イソギンチャクそしてサンゴを含む、豊富な海棲生物の生息地ともなっている。この入江は、普通は深海に生息するところを、常とは違って、浅海にできあがった黒サンゴの群体でよく知られている。

## 水力発電

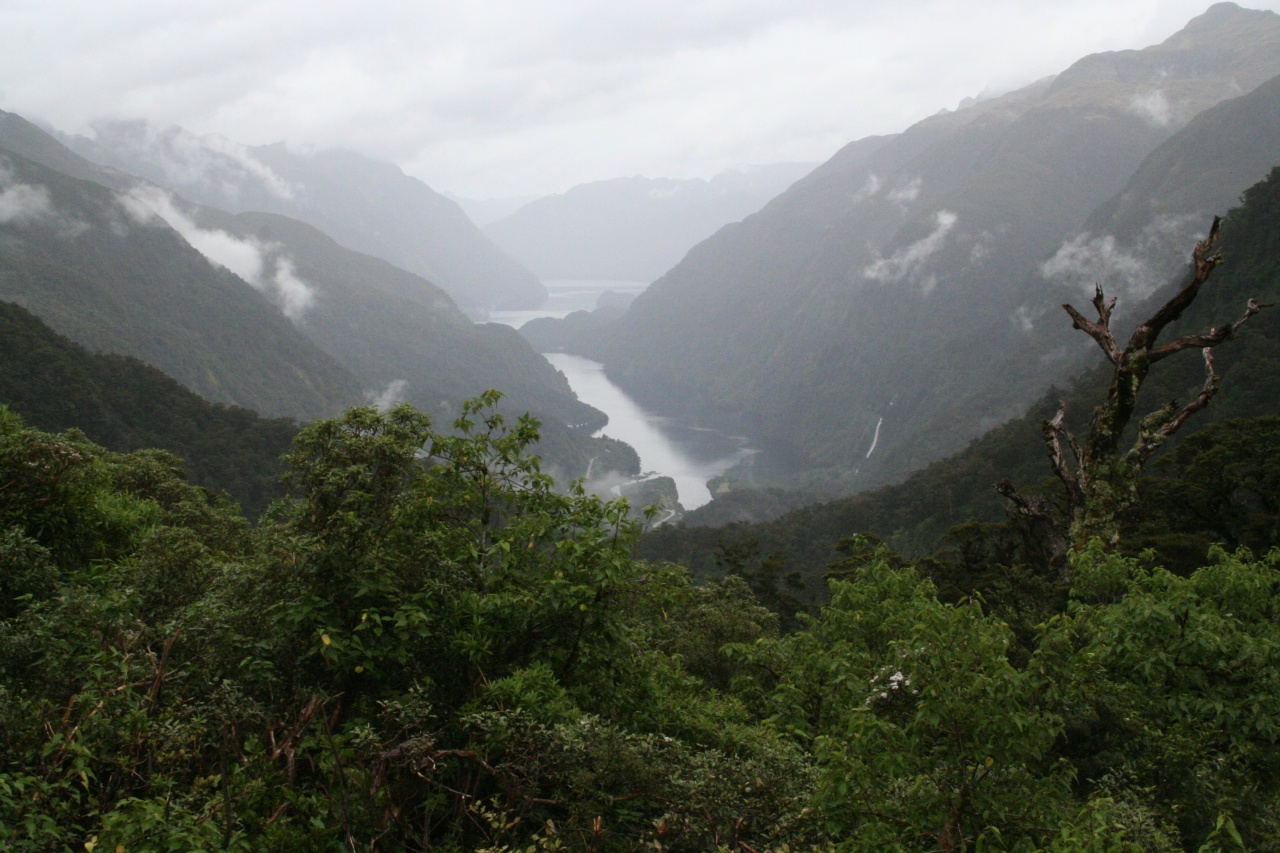
上から見たディープ･コーブ、マナポウリ発電所の放流口の近くより

ダウトフル･サウンド内の入江であるディープ・コーブ(南緯45度27分 東経167度09分 / 南緯45.450度 東経167.150度)は、マナポウリ発電所の放水トンネルからの水の放流場所である。ディープ・コープは、フィヨルドランドの他の場所と同じように、独特で大部分が手付かずのままの状態にある。ここは、（年間7,600ミリメートルの雨が降り）元々から真水の流入が多い地域であるとはいえ、この放流は、環境に影響を与えている。